# Laguna San Francisco (La Paz)
Die Laguna San Francisco ist ein See am Südrand des Bergmassivs des Illampú im Departamento La Paz in Bolivien.

## Lage im Nahraum
Die Laguna San Francisco liegt in einer Entfernung von 20 Kilometern westlich des Golfs von Achacachi, der südöstlichsten Bucht des Titicacasees. Der See liegt auf einer Höhe von 4492 m und erstreckt sich in der Länge auf 2,2 Kilometer und in der Breite auf bis zu 0,5 Kilometer. Seine Fläche beträgt 0,8 Quadratkilometern und der Umfang des Sees liegt bei 5,3 Kilometern. Verwaltungstechnisch gehört der Nordteil des Sees zum Kanton Ancoma des Municipio Sorata in der Provinz Larecaja; der überwiegende Teil des Sees gehört zum Kanton Warisata des Municipio Achacachi in der Provinz Omasuyos.

## Gewässernetz
Der See wird vor allem durch das Gletscherwasser des Yacuma-Gletschers gespeist, der von Norden her über den Río Uma Jalanta in den See fließt. Der Abfluss des Sees befindet sich an seinem Südufer, von hier fließt der Río Corhuar Jahuira zuerst in südlicher, später in westlicher Richtung vorbei an der Streusiedlung Chiarhuyo und mündet, gespeist von weiteren Zuflüssen aus östlicher Richtung, in der Nordost-Ecke des Golf von Achacachi.